# François Hubert Abinet
François Hubert Abinet(Saint-Hubert Província de Luxemburg, 1745 - 30 de juny de 1813) va ser un polític luxemburguès. Va ocupar el càrrec com a alcalde de la ciutat de Luxemburg durant dos mandats del 28 de desembre de 1795 al 7 de gener de 1797 i del 21 de març al 27 de desembre de 1797.